# Wijken en buurten in Zaanstad
De Nederlandse gemeente Zaanstad is voor statistische doeleinden onderverdeeld in wijken en buurten. De gemeente is verdeeld in de volgende statistische wijken:
- Wijk 11 Zaandam Zuid (CBS-wijkcode:047911)
- Wijk 12 Poelenburg (CBS-wijkcode:047912)
- Wijk 13 Peldersveld en Hoornseveld (CBS-wijkcode:047913)
- Wijk 14 Rosmolenwijk (CBS-wijkcode:047914)
- Wijk 15 Kogerveldwijk (CBS-wijkcode:047915)
- Wijk 16 Zaandam Noord (CBS-wijkcode:047916)
- Wijk 21 Oude Haven (CBS-wijkcode:047921)
- Wijk 22 Zaandam West (CBS-wijkcode:047922)
- Wijk 23 Nieuw West (CBS-wijkcode:047923)
- Wijk 31 Oud Koog aan de Zaan (CBS-wijkcode:047931)
- Wijk 32 Westerkoog (CBS-wijkcode:047932)
- Wijk 41 Oud Zaandijk (CBS-wijkcode:047941)
- Wijk 42 Rooswijk (CBS-wijkcode:047942)
- Wijk 51 Wormerveer (CBS-wijkcode:047951)
- Wijk 61 Krommenie-Oost (CBS-wijkcode:047961)
- Wijk 62 Krommenie-West (CBS-wijkcode:047962)
- Wijk 71 Assendelft-Zuid (CBS-wijkcode:047971)
- Wijk 72 Assendelft-Noord (CBS-wijkcode:047972)
- Wijk 81 Westzaan (CBS-wijkcode:047981)

Een statistische wijk kan bestaan uit meerdere buurten. Onderstaande tabel geeft de buurtindeling met kentallen volgens het Centraal Bureau voor de Statistiek (2008):
| CBS-buurtcode | Buurtnaam                 | Inwonertal | Opp. totaal (ha) | Opp. land (ha) | Ligging                |
| ------------- | ------------------------- | ---------- | ---------------- | -------------- | ---------------------- |
| BU04791110    | Achtersluispolder         | 140        | 212              | 160            | Locatie in de gemeente |
| BU04791120    | Bomenbuurt                | 5450       | 58               | 55             | Locatie in de gemeente |
| BU04791130    | Burgemeestersbuurt        | 6060       | 71               | 65             | Locatie in de gemeente |
| BU04791210    | Poelenburg                | 7980       | 113              | 103            | Locatie in de gemeente |
| BU04791310    | Peldersveld               | 5400       | 67               | 62             | Locatie in de gemeente |
| BU04791320    | Hoornseveld               | 4650       | 89               | 83             | Locatie in de gemeente |
| BU04791410    | Rosmolenbuurt             | 7580       | 100              | 92             | Locatie in de gemeente |
| BU04791510    | Kogerveld                 | 3030       | 92               | 88             | Locatie in de gemeente |
| BU04791520    | Boerejonkerbuurt          | 1770       | 45               | 36             | Locatie in de gemeente |
| BU04791610    | Kalf                      | 6300       | 305              | 233            | Locatie in de gemeente |
| BU04791620    | Kalverpolder              | 340        | 216              | 155            | Locatie in de gemeente |
| BU04792110    | Havenbuurt                | 920        | 96               | 78             | Locatie in de gemeente |
| BU04792120    | Zuiderhout                | 120        | 97               | 84             | Locatie in de gemeente |
| BU04792130    | Het Eiland                | 1390       | 31               | 13             | Locatie in de gemeente |
| BU04792140    | Russische buurt           | 1980       | 43               | 40             | Locatie in de gemeente |
| BU04792210    | Oud West                  | 4050       | 71               | 63             | Locatie in de gemeente |
| BU04792220    | Spoorbuurt                | 640        | 40               | 37             | Locatie in de gemeente |
| BU04792230    | Schilders- en Waddenbuurt | 2680       | 42               | 38             | Locatie in de gemeente |
| BU04792310    | Westerspoor               | 2380       | 271              | 257            | Locatie in de gemeente |
| BU04792320    | Westerwatering            | 9600       | 235              | 211            | Locatie in de gemeente |
| BU04793110    | Oud Koog                  | 4640       | 94               | 80             | Locatie in de gemeente |
| BU04793210    | Westerkoog                | 6800       | 221              | 187            | Locatie in de gemeente |
| BU04794110    | Oud Zaandijk              | 3040       | 70               | 54             | Locatie in de gemeente |
| BU04794210    | Rooswijk                  | 2420       | 46               | 41             | Locatie in de gemeente |
| BU04794220    | Rooswijk Noord            | 3380       | 98               | 78             | Locatie in de gemeente |
| BU04795110    | Wormerveer Zuid           | 3330       | 70               | 59             | Locatie in de gemeente |
| BU04795120    | Guisveld                  | 10         | 207              | 162            | Locatie in de gemeente |
| BU04795130    | Wormerveer Noord          | 6960       | 155              | 139            | Locatie in de gemeente |
| BU04795140    | Karnemelksepolder         | 60         | 85               | 72             | Locatie in de gemeente |
| BU04795150    | Westknollendam            | 500        | 37               | 26             | Locatie in de gemeente |
| BU04795160    | Industriebuurt            | 280        | 79               | 72             | Locatie in de gemeente |
| BU04796110    | Zuiderhoofdbuurt          | 1950       | 44               | 42             | Locatie in de gemeente |
| BU04796120    | Noorderhoofdbuurt         | 1840       | 45               | 40             | Locatie in de gemeente |
| BU04796130    | Snuiverbuurt              | 2500       | 44               | 44             | Locatie in de gemeente |
| BU04796140    | Rosariumbuurt             | 1350       | 34               | 34             | Locatie in de gemeente |
| BU04796210    | Zuiderham                 | 3190       | 81               | 76             | Locatie in de gemeente |
| BU04796220    | Noorderham                | 3400       | 57               | 49             | Locatie in de gemeente |
| BU04796230    | Krommeniedijk             | 320        | 185              | 162            | Locatie in de gemeente |
| BU04796240    | Willis                    | 2630       | 51               | 42             | Locatie in de gemeente |
| BU04797110    | De Zuid                   | 1380       | 1404             | 1291           | Locatie in de gemeente |
| BU04797120    | Centrum                   | 6240       | 294              | 284            | Locatie in de gemeente |
| BU04797130    | Westerpolder              | 120        | 779              | 774            | Locatie in de gemeente |
| BU04797210    | Waterrijk                 | 5270       | 328              | 314            | Locatie in de gemeente |
| BU04797220    | Langeheit                 | 1200       | 64               | 62             | Locatie in de gemeente |
| BU04797230    | Parkrijk                  | 3130       | 317              | 316            | Locatie in de gemeente |
| BU04798110    | Westzanerpolder           | 80         | 179              | 156            | Locatie in de gemeente |
| BU04798120    | Westzaan Zuid             | 1220       | 202              | 187            | Locatie in de gemeente |
| BU04798130    | J.J. Allanbuurt           | 650        | 438              | 381            | Locatie in de gemeente |
| BU04798140    | Westzaan Noord            | 2430       | 147              | 115            | Locatie in de gemeente |
| BU04798150    | Middel                    | 80         | 156              | 133            | Locatie in de gemeente |